# Guillermo Roude
Guillermo Enrique Roude (Mar del Plata, 14 de diciembre de 1958) es un cantante, guitarrista, compositor, productor y arquitecto argentino radicado en Estados Unidos.

## Biografía
Desde muy temprana edad mostró interés por el mundo de la música. Atentos a esa afición, a los 14 años sus padres le compran una guitarra eléctrica.
Siendo aún adolescente formó su primer grupo, Cristal, cuyos integrantes eran amigos de la infancia: Fabián Rossini, Fernando Romairone y Guillermo Roude.
Al ingresar a la universidad, su carrera se centró en presentaciones locales y festivales universitarios. Una vez graduado como arquitecto, se radica en Orlando, Estados Unidos, con la intención de seguir allí su carrera artística.
En el año 2008 su canción Festejar fue seleccionada para representar a Argentina en el XLIX Festival Internacional de la Canción de Viña del Mar.
En el año 2016 festejó sus 30 años con la música en un concierto en la ciudad de Mar del Plata.

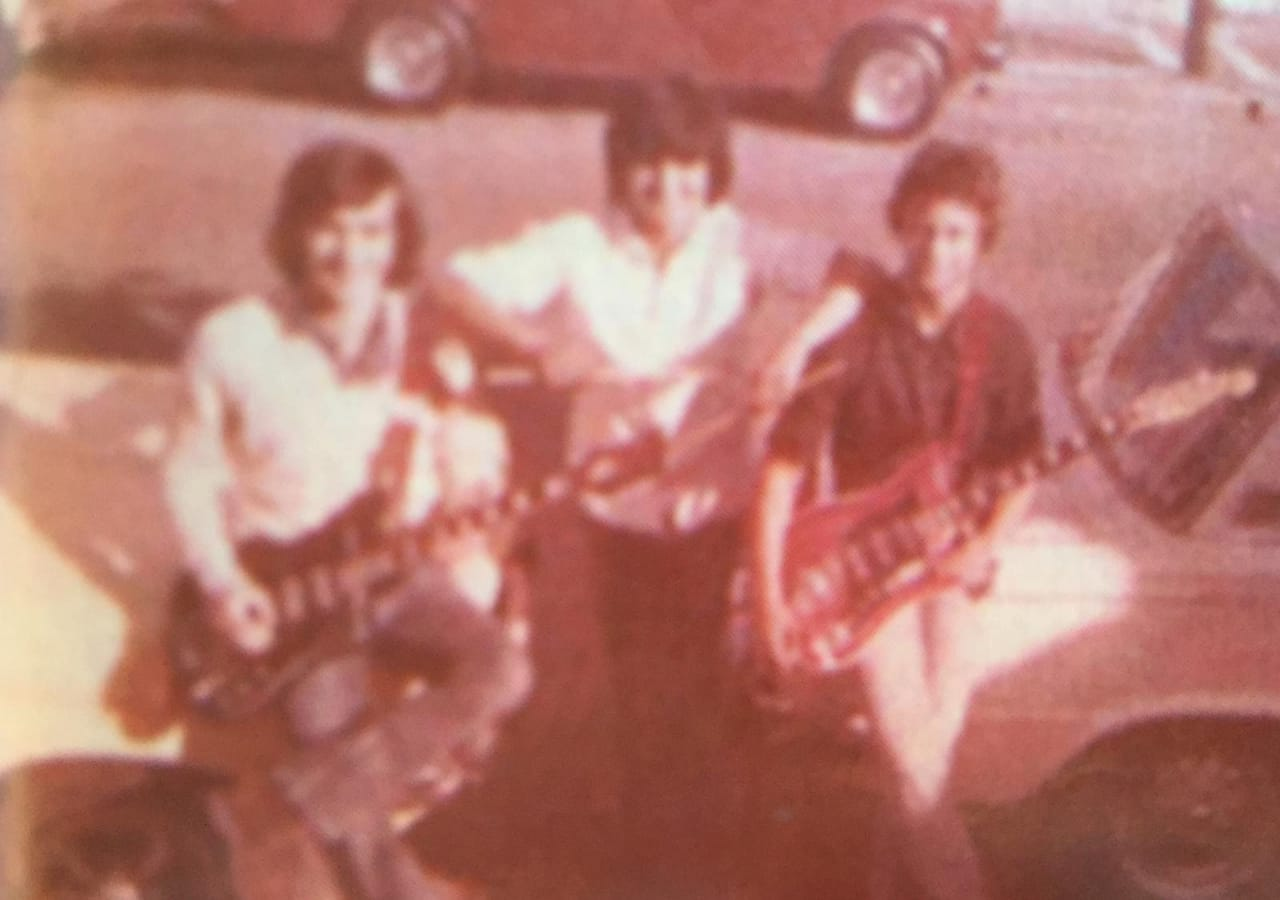
Cristal en 1976 - Mar del Plata

## Carrera y discografía
- 1985: Un Canto a la Libertad
- 1987: Con Risas o sin ellas
- 1990: Abanico de Colores
- 1992: Sigo vivo
- 1994: Lucky Man
- 2003: Tronador en Vivo
- 2004: Colón en Vivo
- 2006: Telarañas en el Alma
- 2007: Festejar - Producido por Oscar Mediavilla[12]. Incluye dúos con Patricia Sosa y León Gieco.[13]
- 2014: Buenos Pensamientos
- 2017: Roude/Romanova Project - traducidas e interpretadas por la cantante rusa Anastasia Romanova[14]
- 2019: Sugerencias para la recreación del ser humano
- 2020: Cuando estoy contigo
- 2021: Roude Cavero Project - interpretadas por el tenor peruano Rafael Cavero.

## Reconocimientos
- En el año 2008 es declarado "Embajador Turístico" de la ciudad de Mar del Plata[15]
- En el año 2014 obtiene el Premio Lobo de Mar en la categoría "Música"[16][17]
- En febrero de 2019, el Honorable Consejo Deliberante de la ciudad de Mar del Plata lo declara "Vecino Destacado"[18][19]